# The Complete Recordings of Krzysztof Komeda
The Complete Recordings of Krzysztof Komeda – 23-częściowy box set zawierający większość nagrań Krzysztofa Komedy, nagrania archiwalne i występy gościnne. Set został wydany w kilku etapach w latach 1994–1998 za pośrednictwem wytwórni Polonia Records.

## Sety
Poniżej znajduje się pełna lista wydanych albumów w ramach setu.
- Volume 1[2]
- Volume 2[2]
- Volume 3[3]
- Volume 4[3]
- Volume 5[4]
- Volume 6[5]
- Volume 7[6]
- Volume 8[7]
- Volume 9[8]
- Volume 10[9]
- Volume 11[10]
- Volume 12[11]
- Volume 13[12]
- Volume 14[13]
- Volume 15[14]
- Volume 16[15]
- Volume 17[16]
- Volume 18[16]
- Volume 19[17]
- Volume 20[18]
- Volume 21[19]
- Volume 22[20]
- Volume 23[21]